# Цинциннаті (футбольний клуб, 2015—2018)
ФК «Цинциннаті» (англ. Futbol Club Cincinnati) — американський футбольний клуб з однойменного міста штату Огайо, заснований у 2015 році. Виступав у Чемпіонаті USL. Домашні матчі приймав на стадіоні «Ніпперт Стедіум», місткістю 40 000 глядачів.
Після завершення сезону 2018 року на основі клубу була створена нова команда «Цинциннаті», що належала власникам колишнього клубу і була заявлена до участі у Major League Soccer, вищому дивізіоні країни.